# Nimczycz
Nimczycz albo Turećka Werszad´ (ukr. Німчич; Турецька Вершадь) – przełęcz w Beskidach Pokucko-Bukowińskich (Karpaty ukraińskie). Położona na granicy rejonu putylskiego i wyżnickiego obwodu czerniowieckiego, na dziale wodnym rzek Wyżenki i Czeremoszu.
Wysokość 580 m. Zbocza są strome, dlatego droga wiedzie serpentynami z licznymi zakrętami. W pobliżu przełęczy są źródła żelazistych wód mineralnych. Charakteryzuje się szerokimi, niskogórskimi krajobrazami z lasami świerkowo-jodłowo-bukowymi. Przez przełęcz dawniej przechodziła droga samochodowa Czerniowce – Wyżnica – Putyła, ale po oddaniu nowego odcinka Wyżnica – Pidzacharyczi – Chorowi wzdłuż Czeremoszu z przełęczy prawie nie korzysta się. Nimycz jest obiektem turystycznym, prowadzi stąd szlak pieszy do pomnika przyrody znaczenia lokalnego, skał Protjati Kameni; znajduje się tam ośrodek narciarski.
Południowo-wschodnie zbocza przełęczy są położone w granicach Wyżnickiego Narodowego Parku Przyrody.
Najbliższe miejscowości to wsie Wyżenka i Chorowi.